# Matcha

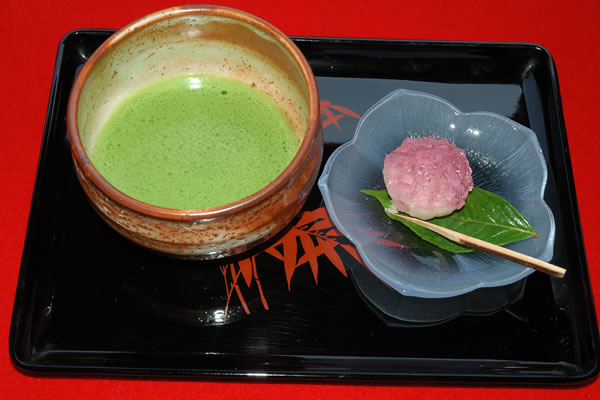
Matcha i wagashi

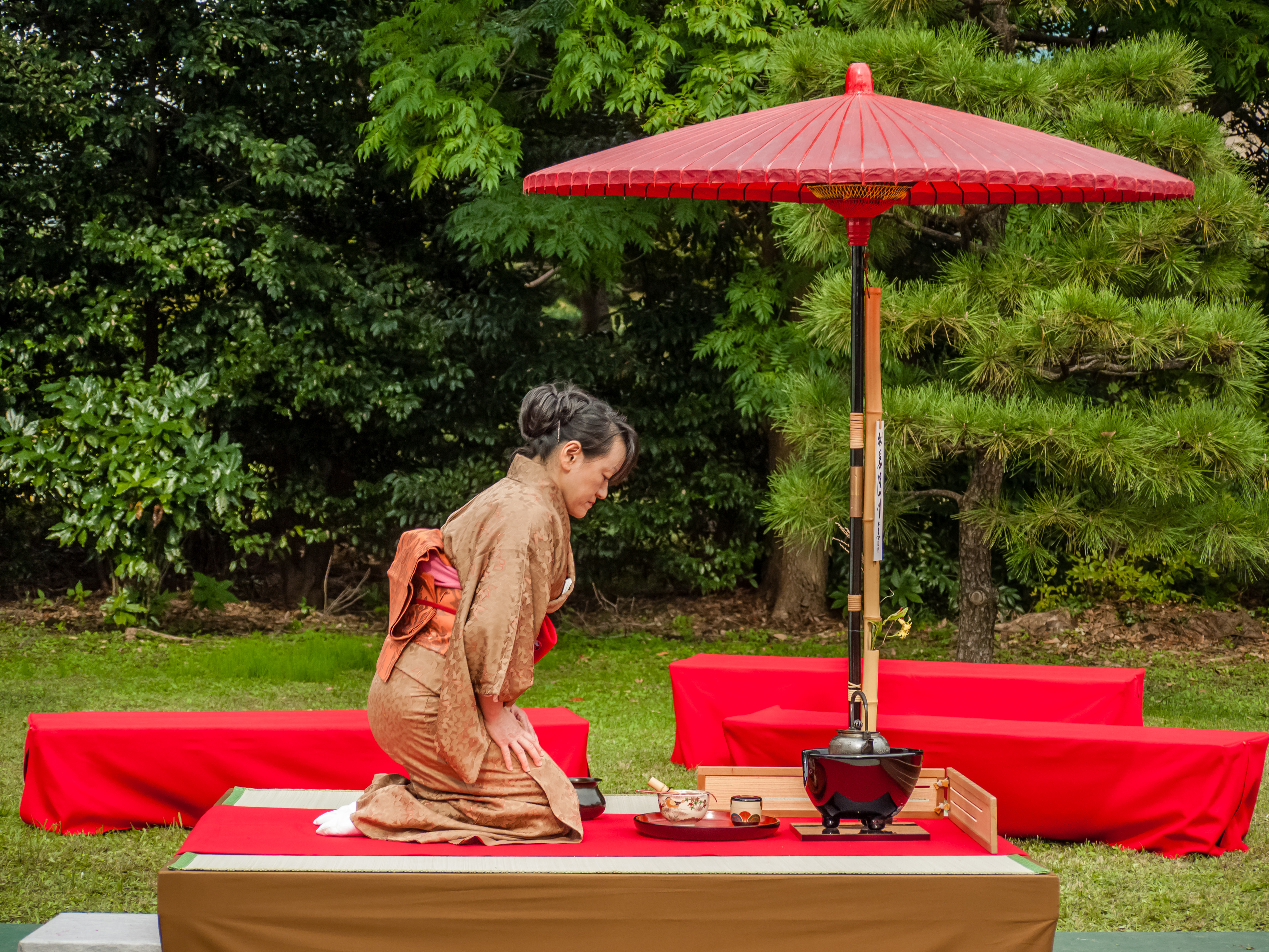
Ceremonia herbaciana, pokaz w ogrodzie

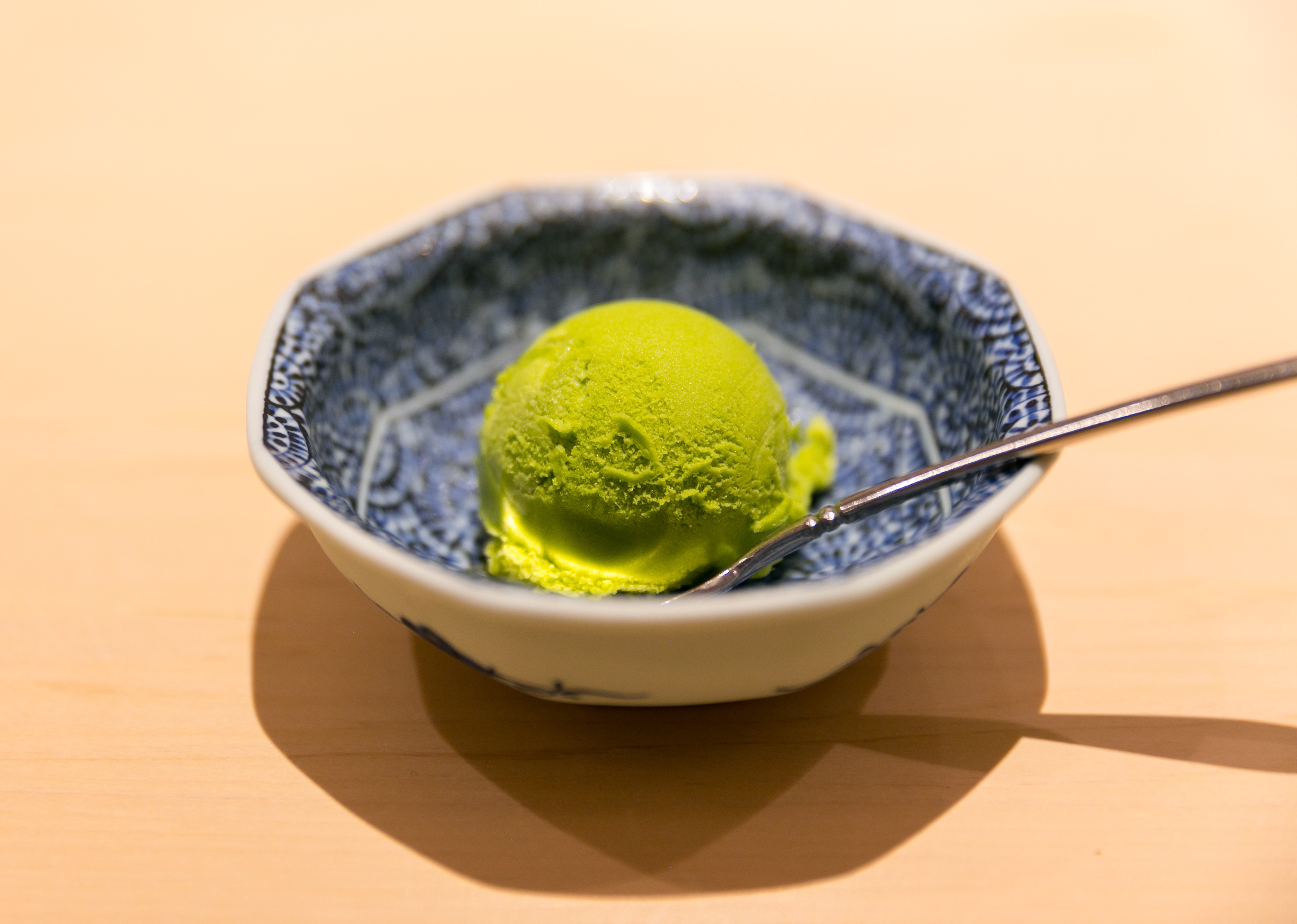
Lody matcha

Matcha (jap. 抹茶 matcha) – japońska, sproszkowana zielona herbata, używana w ceremonii picia herbaty cha-no-yu (dosł. „gorąca woda na herbatę”) oraz jako dodatek do potraw, np. makaronu soba, ciastek, lodów.

## Historia
Matcha dotarła do Japonii z Chin dzięki buddyjskim mnichom i jest używana do tradycyjnej ceremonii herbacianej od XII wieku.

## Uprawa i wytwarzanie
Matcha produkowana jest z liści krzewów specjalnie ocienianych matami, czym różni się od gatunków przeznaczonych do wytwarzania np. sencha, która rośnie w pełnym słońcu. Co najmniej dwa, trzy tygodnie przed zbiorami krzewy są osłaniane przed słońcem, przez co ich wzrost jest spowolniony. Liście nabierają wówczas bladego odcienia zieleni i wytwarzają aminokwasy, dzięki którym herbata jest słodsza i bardziej aromatyczna. Zebrane liście są suszone i następnie ścierane na proszek.
Według takiej procedury, opracowanej w okresie Azuchi-Momoyama (1568–1603), powstają: tencha (碾茶), z której robi się matcha, i rafinowana, wysokiej jakości, również zielona herbata, gyokuro (玉露).
W zależności od jakości liści i procesu produkcji sproszkowana matcha dzielona jest na dwa rodzaje: ceremonialny i kulinarny. Herbata przeznaczona do tradycyjnej ceremonii, przygotowana z bardzo młodych liści, jest najwyższej jakości.